# Cecil Louis Wilton
Cecil Louis Wilton (... – Masterton, 18 febbraio 1995) è stato un aracnologo neozelandese.

## Biografia
Ha collaborato con l'Otago Museum di Dunedin (Nuova Zelanda).
Si è occupato dell'aracnofauna neozelandese.

## Alcuni taxa di ragni descritti
- Ahua Forster & Wilton, 1973 - genere della famiglia Agelenidae
- Akatorea Forster & Wilton, 1973 - genere della famiglia Amphinectidae
- Amphinectidae Forster & Wilton, 1973 - famiglia di ragni
- Aorangia Forster & Wilton, 1973 - genere della famiglia Amphinectidae
- Auhunga Forster & Wilton, 1973 - genere della famiglia Amaurobiidae
- Dunstanoides Forster & Wilton in Platnick, 1989 - genere della famiglia Amphinectidae
- Holomamoea Forster & Wilton, 1973 - genere della famiglia Amphinectidae
- Huka Forster & Wilton, 1973 - genere della famiglia Agelenidae
- Hulua Forster & Wilton, 1973 - genere della famiglia Desidae
- Mahura Forster & Wilton, 1973 - genere della famiglia Agelenidae
- Makora Forster & Wilton, 1973 - genere della famiglia Amphinectidae
- Maloides Forster & Wilton in Platnick, 1989 - genere della famiglia Amaurobiidae
- Mamoea Forster & Wilton, 1973 - genere della famiglia Amphinectidae
- Migas australis Wilton, 1968 - ragno (Migidae)
- Muritaia Forster & Wilton, 1973 - genere della famiglia Amaurobiidae
- Nanocambridgea Forster & Wilton, 1973 - genere della famiglia Stiphidiidae
- Neolana Forster & Wilton, 1973 - genere della famiglia Amphinectidae
- Neomyro Forster & Wilton, 1973 - genere della famiglia Desidae
- Neoramia Forster & Wilton, 1973 - genere della famiglia Agelenidae
- Neorepukia Forster & Wilton, 1973 - genere della famiglia Agelenidae
- Neororea Forster & Wilton, 1973 - genere della famiglia Amphinectidae
- Nuisiana Forster & Wilton, 1973 - genere della famiglia Desidae
- Oparara Forster & Wilton, 1973 - genere della famiglia Amphinectidae
- Oramiella Forster & Wilton, 1973 - genere della famiglia Agelenidae
- Orepukia Forster & Wilton, 1973 - genere della famiglia Agelenidae
- Otira Forster & Wilton, 1973 - genere della famiglia Amaurobiidae
- Pakeha Forster & Wilton, 1973 - genere della famiglia Amaurobiidae
- Paramamoea Forster & Wilton, 1973 - genere della famiglia Amphinectidae
- Paramyro Forster & Wilton, 1973 - genere della famiglia Agelenidae
- Paravoca Forster & Wilton, 1973 - genere della famiglia Amaurobiidae
- Poaka Forster & Wilton, 1973 - genere della famiglia Amaurobiidae
- Porotaka Forster & Wilton, 1973 - genere della famiglia Agelenidae
- Procambridgea Forster & Wilton, 1973 - genere della famiglia Stiphidiidae
- Rangitata Forster & Wilton, 1973 - genere della famiglia Amphinectidae
- Reinga Forster & Wilton, 1973 - genere della famiglia Amphinectidae
- Rorea Forster & Wilton, 1973 - genere della famiglia Amphinectidae
- Tararua Forster & Wilton, 1973 - genere della famiglia Agelenidae
- Toxopsoides Forster & Wilton, 1973 - genere della famiglia Desidae
- Tuapoka Forster & Wilton, 1973 - genere della famiglia Agelenidae
- Waitetola Forster & Wilton, 1973 - genere della famiglia Amaurobiidae
- Waterea Forster & Wilton, 1973 - genere della famiglia Amphinectidae
- Zealoctenus Forster & Wilton, 1973 - genere della famiglia Miturgidae
- Zearchaea Wilton, 1946 - genere della famiglia Mecysmaucheniidae

## Taxa denominati in suo onore
- Wiltona Koçak & Kemal, 2008 - genere di ragni della famiglia Tengellidae
- Wiltonia Koçak & Kemal, 2008 - genere di ragni della famiglia Orsolobidae
- Cicurina wiltoni Gertsch, 1992 - ragno (Dictynidae)
- Erigone wiltoni Locket, 1973 - ragno (Linyphiidae)
- Hexathele wiltoni Forster, 1968 - ragno (Hexathelidae)
- Kapanga wiltoni Forster, 1970 - ragno (Hahniidae)
- Notomatachia wiltoni Forster, 1970 - ragno (Desidae)
- Otagoa wiltoni Forster, 1970 - ragno (Desidae)
- Pahora wiltoni Forster, 1990 - ragno (Synotaxidae)
- Tuakana wiltoni Forster, 1970 - ragno (Desidae)
- Waiporia wiltoni Forster & Platnick, 1985 - ragno (Orsolobidae)

## Studi e ricerche principali
Di seguito alcune pubblicazioni:
- Wilton, 1946 - A new spider of the family Archaeidae from New Zealand. Dominion Museum Records in Entomology, vol.1, p. 19-26.
- Wilton, 1968 - The spiders of New Zealand. Part II. Migidae. Otago Museum Bulletin, vol.2, p. 73-126.
- Forster & Wilton, 1973 - The spiders of New Zealand. Part IV. Otago Museum Bulletin, vol.4, p. 1-309.
- Forster, R.R., Wilton, C.L. et al., 1967-1988 - The spiders of New Zealand, (opera in sei volumi, Wilton ha collaborato per il 2° e il 4° volume)